# Hong Kong Open 2011 (golf)
Het Hong Kong Open 2011 - officieel het UBS Hong Kong Open 2011 - was een golftoernooi, dat liep van 1 tot en met 4 december 2011 en werd gespeeld op de Hong Kong Golf Club in Fanling. Het toernooi maakte deel uit van de Aziatische PGA Tour 2011 en de Europese PGA Tour 2011, het laatste toernooi van het seizoen voordat het Dubai Wereldkampioenschap van 8 tot 11 december 2011 werd gespeeld.
Titelhouder was Ian Poulter.
UBS heeft inmiddels aangekondigd dat na zeven edities dit het laatste HK Open is dat zij als sponsor zullen steunen. Internationaal is hun sponsor-strategie gewijzigd en zal de golfsport minder hun aandacht krijgen.

## Verslag
De jongste deelnemer is amateur Yongle Huang (1990) maar Hong Kong kijkt vooral uit naar de prestaties van Shinichi Mizuno (1989), die in Japan werd geboren maar elf jaar geleden naar Hong Kong kwam. Hij kwalificeerde zich voor dit toernooi door het HK Amateur te winnen. Brad Schadewitz, de nationale coach, begeleidt hem al vier jaar.
Robert-Jan Derksen is de enige Nederlander in het deelnemersveld. Hij staat nummer 79 op de Race To Dubai en moet deze week ongeveer € 130.000 winnen om in de top-60 te komen en mee te mogen doen in het Dubai Wereldkampioenschap. Hij moet daarvoor in de top-2 of -3 eindigen, afhankelijk wat Peter Lawrie doet, die nu op nummer 60 staat (nrs 58 en 59 doen deze week niet mee).
 Nicolas Colsaerts staat nummer 17 op de Race To Dubai. Hij heeft een goed jaar achter de rug en staat nummer 76 op de wereldranglijst.
De par van de baan is 70.
Ronde 1
Rory McIlroy wil de laatste twee toernooien van dit seizoen winnen want voor hem is dat de enige manier om misschien Luke Donald, die deze week niet hier is, in te halen en winnaar van de Race To Dubai te worden. Dan moet Luke Donald ook nog volgende week de cut missen. De eerste stap heeft McIlroy gezet, want hij is begonnen met een ronde van 64. Daarmee is hij clubhouse leader. 
 Robert-Jan Derksen en Nicolas Colsaerts zijn niet zo goed begonnen met resp. +2 en +1. Beste amateur was Jason Hak. Met -1 was hij de beste Hongkongse speler.

De 47-jarige Miguel Ángel Jiménez speelde in de middaggroep, en stond na negen holes al op -5, maar zo eindigde hij ook. Hij werd later ingehaald door zijn landgenoot Alvaro Quiros en Engelsman David Horsey, die beiden met een birdie eindigden en met -6 de leding met McIlroy delen.
Ronde 2
Alvaro Quiros speelde vandaag in de ochtendronde en ging aan de leiding. Rory McIlroy startte pas om 1 uur, maar nam de leiding weer over. De laatste drie holes verloor McIlroy twee slagen, waarna hij weer gelijk stond met Quiros. Beste Aziaat is voorlopig de 23-jarige Panupol Pittayarat uit Bangkok. Hij is geen vaste speler van de Aziatische Tour.

Derksen begon slecht maar speelde de laatste acht holes in 4 onder par; hij haalde toch de cut en steeg zelfs naar de 29ste plaats. De 17-jarige Jason Hak heeft als enige Hongkongse speler de cut gehaald en deelt de 39ste plaats onder meer met Colsaerts.
Ronde 3
De Zweed Peter Hanson is naar de 2de plaats geklommen en staat nog maar 1 slag achter Alvaro Quiros. McIlroy is naar de 5de plaats gezakt en heeft een achterstand van drie slagen. Derksen had een mooie ronde van 66, er waren slechts twee betere scores voor ronde 3.

Pariya Junhasavasdikul deelt de 3de plaats met Y.E. Yang.
Ronde 4
Het is Rory McIlroy gelukt stap 1 van zijn doel te bereiken en het Hong Kong Open te winnen. Hij maakte een laatste ronde van 65, net als Grégory Havret, die daarmee op de 2de plaats eindigde.
Derksen speelde de eerste negen holes overal par, daarna schommelde de scores en maakte hij drie bogeys en vier birdies voor -1. Colsaerts maakte drie bogeys en drie birdies en eindigde het toernooi level par.
- Leaderboard

| Naam                   | Score R1 | Score R1 | Nr  | Score R2 | Score R2 | Totaal | Nr  | Score R3 | Score R3 | Totaal | Nr  | Score R4 | Score R4 | Totaal | Nr  |
| ---------------------- | -------- | -------- | --- | -------- | -------- | ------ | --- | -------- | -------- | ------ | --- | -------- | -------- | ------ | --- |
| Rory McIlroy           | 64       | -6       | T1  | 69       | -1       | -7     | T1  | 70       | par      | -7     | 5   | 65       | -5       | -12    | 1   |
| Grégory Havret         | 70       | par      | T30 | 69       | -1       | -1     | T26 | 66       | -4       | -5     | T6  | 65       | -5       | -10    | 2   |
| Peter Hanson           | 68       | -2       | T9  | 68       | -2       | -4     | T10 | 65       | -5       | -9     | 2   | 70       | par      | -9     | 3   |
| Alvaro Quiros          | 64       | -6       | T1  | 69       | -1       | -7     | T1  | 67       | -3       | -10    | 1   | 73       | +3       | -7     | T7  |
| Pariya Junhasavasdikul | 70       | par      | T30 | 65       | -5       | -5     | T5  | 67       | -3       | -8     | T3  | 70       | par      | -8     | T4  |
| Y.E. Yang              | 68       | -2       | T9  | 69       | -1       | -3     | T13 | 65       | -5       | -8     | T3  | 71       | +1       | -7     | T7  |
| Robert-Jan Derksen     | 72       | +2       | T55 | 68       | -2       | par    | T29 | 66       | -4       | -4     | T11 | 69       | -1       | -5     | T11 |
| Miguel Ángel Jiménez   | 65       | -5       | 4   | 70       | par      | -5     | 4   | 72       | +2       | -3     | T18 | 68       | -2       | -5     | T11 |
| David Horsey           | 64       | -6       | T1  | 72       | +2       | -4     | T5  | 69       | -1       | -5     | T6  | 73       | +3       | -2     | T21 |
| Panupol Pittayarat     | 69       | -1       | T14 | 65       | -5       | -6     | 3   | 73       | +3       | -3     | T18 | 72       | +2       | -1     | T29 |
| Nicolas Colsaerts      | 71       | +1       | T43 | 70       | par      | +1     | T39 | 69       | -1       | par    | T33 | 70       | par      | par    | T35 |
| Jason Hak (AM)         | 69       | -1       | T13 | 72       | +2       | +1     | T39 | 73       | +3       | +4     | T59 | 69       | -1       | +3     | T46 |

## De spelers
| Europese Tour (op alfabet) - Richard Bland - Grégory Bourdy (2009) - Gary Boyd - Rafael Cabrera Bello - Alejandro Cañizares - Christian Cévaër - Nicolas Colsaerts - Rhys Davies - Robert-Jan Derksen - Stephen Dodd - Andrew Dodt - Nick Dougherty - Bradley Dredge - David Drysdale - Oliver Fisher - Ross Fisher - Marcus Fraser - Stephen Gallacher - Ignacio Garrido - Richard Green - Søren Hansen - Peter Hanson - Pádraig Harrington (2004) - Grégory Havret - Michael Hoey - David Horsey - David Howell - Jeppe Huldahl - Miguel Ángel Jiménez (2005, 2008) - Michael Jonzon - Anthony Kang - Simon Khan - Søren Kjeldsen - José Manuel Lara (2007) | - Pablo Larrazábal - Paul Lawrie - Peter Lawrie - Danny Lee - Matteo Manassero - Gareth Maybin - Pablo Martín - Damien McGrane - Rory McIlroy - Edoardo Molinari - Colin Montgomerie (2006) - James Morrison - John Parry - Ian Poulter (2010) - Alvaro Quiros - Richie Ramsay - Justin Rose - Brett Rumford - Scott Strange - Anthony Wall - Martin Wiegele - Danny Willett - Oliver Wilson - Y.E. Yang - Matthew Zions Invitaties - Shun Yat Jason Hak (AM) - Rory Hie - Wen-chong Liang - John Daly - Zaw Moe Voormalige winnaars van HK Open - Wen-tang Lin (2009) - José María Olazabal (2002) | Regionale Orders of Merit (op rangorde) - Daisuke Maruyama - Thongchai Jaidee - Jeev Milkha Singh - Lian-wei Zhang - Rikard Karlberg - Mark Brown - Berry Henson - David Gleeson - Yih-shin Chan - Himmat Singh - Joonas Granberg - Chawalit Plsphol - Anirban Lahiri - Aphibarnrat Kiradech - S.S.P. Chowrasia - Boonchu Ruangkit - Pariya Junhasavasdikul - Thaworn Wiratchant - Peter Karmis - Angelo Que - Mohd Siddikur - Gaganjeet Bhullar - Marcus Both - Chinnarat Phadungsil - Rick Kulacz - Darren Beck - Wang-ter Chang - Jyoti Randhawa - James Kamte - Mardan Mamat - Prayad Marksaeng - Keith Horne - Jason Knutzon - Shiv Kapur | - Jbe' Kruger - Seuk-hyun Baek - Scott Hend - Scott Barr - Lee Sung-man - Rahil Gangjee - Marc Pucay - Namchok Tantipokhakul - Ben Leong - Mark Foster - Chih-bing Lam - Juvic Pagunsan - Thammanoon Sriroj - Tony Carolan - Unho Park - Danny Chia - Kwanchai Tannin - Antonio Lascuna - Iain Steel - Kunal Bhasin - Chris Rodgers - Rick Gibson - Digvijay Singh - Kodai Ichihara - Gavin Flint - Wen-hong Lin - Ben Fox - Woon Man Wong - William Fung Wai Kuen - Timothy Tang - Ka Yiu Cheng Amateurs - Yongle Huang, Open HK Amateur - Shinichi Mizuno, HK Amateur - Ronald Totton |